# Station Stadskanaal

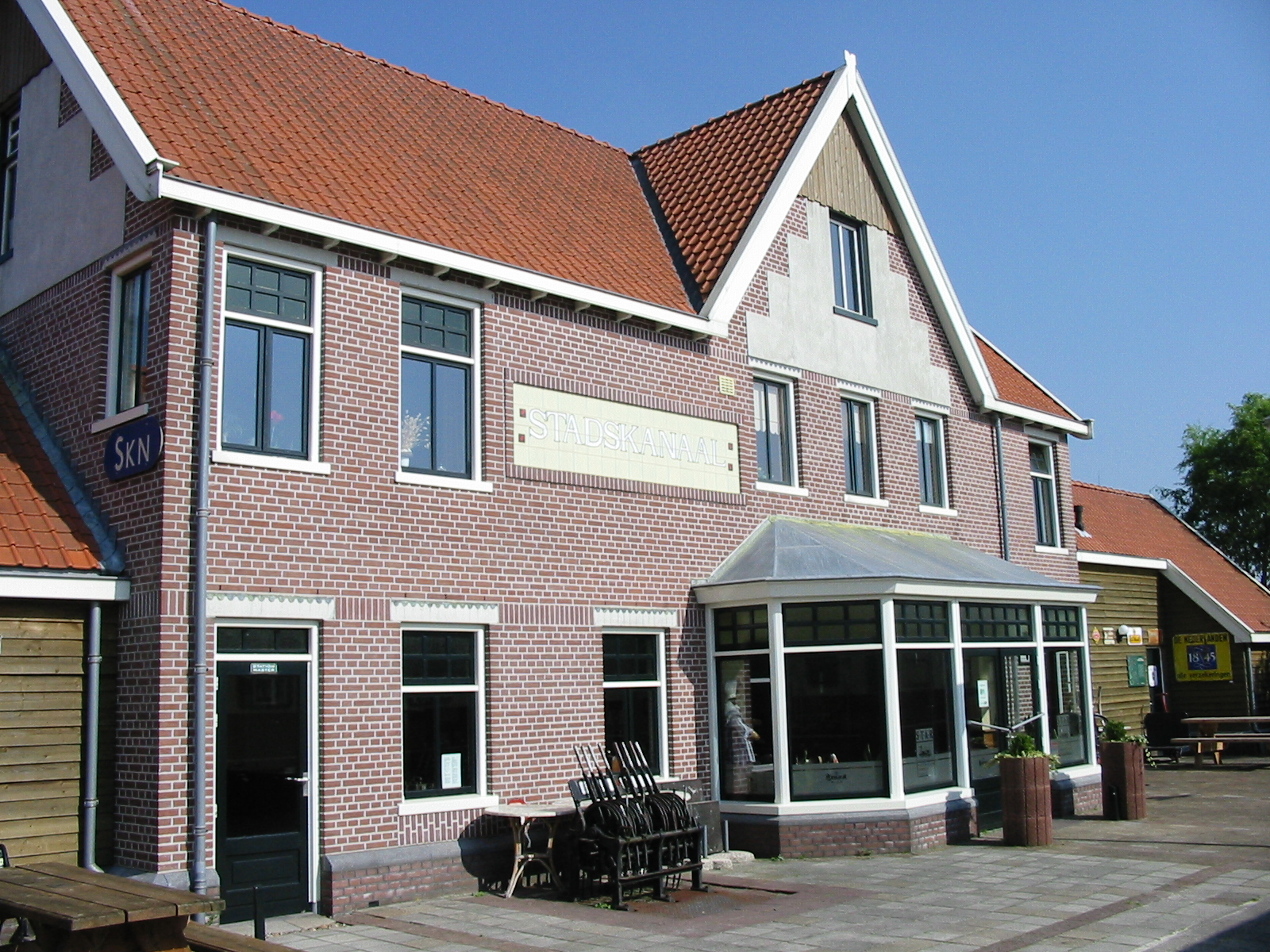
Perronzijde nieuw stationsgebouw Stadskanaal.

Station Stadskanaal is het voormalig hoofdstation van Stadskanaal. Het station werd geopend op 15 juni 1905 en voor het personenverkeer gesloten op 17 mei 1953. Tot 27 mei 1990 vond nog goederenvervoer plaats. In 1979 is het stationsgebouw afgebroken. In 1997 verrees een nieuw gebouw voor de museumlijn van Museumspoorlijn STAR.

## Noordoosterlocaalspoorweg-Maatschappij
Het oorspronkelijke in 1905 gebouwde station was een 2e klas type NOLS gebouw dat werd ontworpen door de Amsterdamse architect Eduard Cuypers. Het station is in 1913 uitgebreid waardoor het twee keer zo groot werd als de andere NOLS-stations. In 1915 werd de naam gewijzigd in Stadskanaal Hoofdstation.

## Museumspoorlijn STAR
In 1994 is Stadskanaal heropend als hoofdstation van de museumlijn van Museumspoorlijn STAR. Na de oprichting van deze stichting in 1992 nam deze het verstilde emplacement in Stadskanaal in gebruik als thuisbasis. In het najaar van 1997 is er op de plaats van het oude station een geheel nieuw stationsgebouw verrezen. Het gebouw combineert elementen van een SS-gebouw type vierde klasse en een NOLS-gebouw type eerste klasse. In dit nieuwe gebouw bevindt zich onder andere het kaartjesloket, het stationskantoor en de stationsrestauratie.
In 2007 is een nieuwe rijtuigloods gebouwd voor stalling van de rijtuigen met daarin ook een museum en educatiecentrum met vergaderruimte.
De stichting beschikt in Stadskanaal ook over een draaischijf, een aantal opstelsporen, een seinhuis, een waterhuis, een kolenbunker, een infraloods en een werkplaats met werkput.

## Vroegere verbindingen
- Stadskanaal - Tweede Dwarsdiep - Gasselternijveen - Drouwen - Buinen - Exloo - Valthe - Weerdinge - Emmen - Zuidbarge - Emmen Bargeres - Nieuw Amsterdam - Dalerveen - Dalen - Coevorden - De Haandrik - Gramsbergen - Baalder-Radewijk - Hardenberg - Brucht - Bergentheim - Mariënberg - Beerze - Junne - Sterkamp - Ommen - Vilsteren - Rechteren - Dalfsen - Marshoek-Emmen - Herfte-Veldhoek - Zwolle
- Stadskanaal - Tweede Dwarsdiep - Gasselternijveen - Gasselte - Gieten - Anderen - Rolde - Assen
- Stadskanaal - Stadskanaal Pekelderweg - Nieuwediep - Bareveld - Wildervank - Veendam - Meeden-Muntendam - Zuidbroek
- Stadskanaal - Stadskanaal Oost - Nieuw Buinen - Eerste Exloërmond - Musselkanaal-Valthermond - Zandberg - Ter Apel - Ter Apel Rijksgrens

## Heropening
Op 13 maart 2019 hebben de provincie Groningen, vervoerder Arriva en spoorbeheerder ProRail plannen bekendgemaakt om vanaf 2025 de reizigerstreindienst Groningen – Veendam door te trekken naar Stadskanaal. 

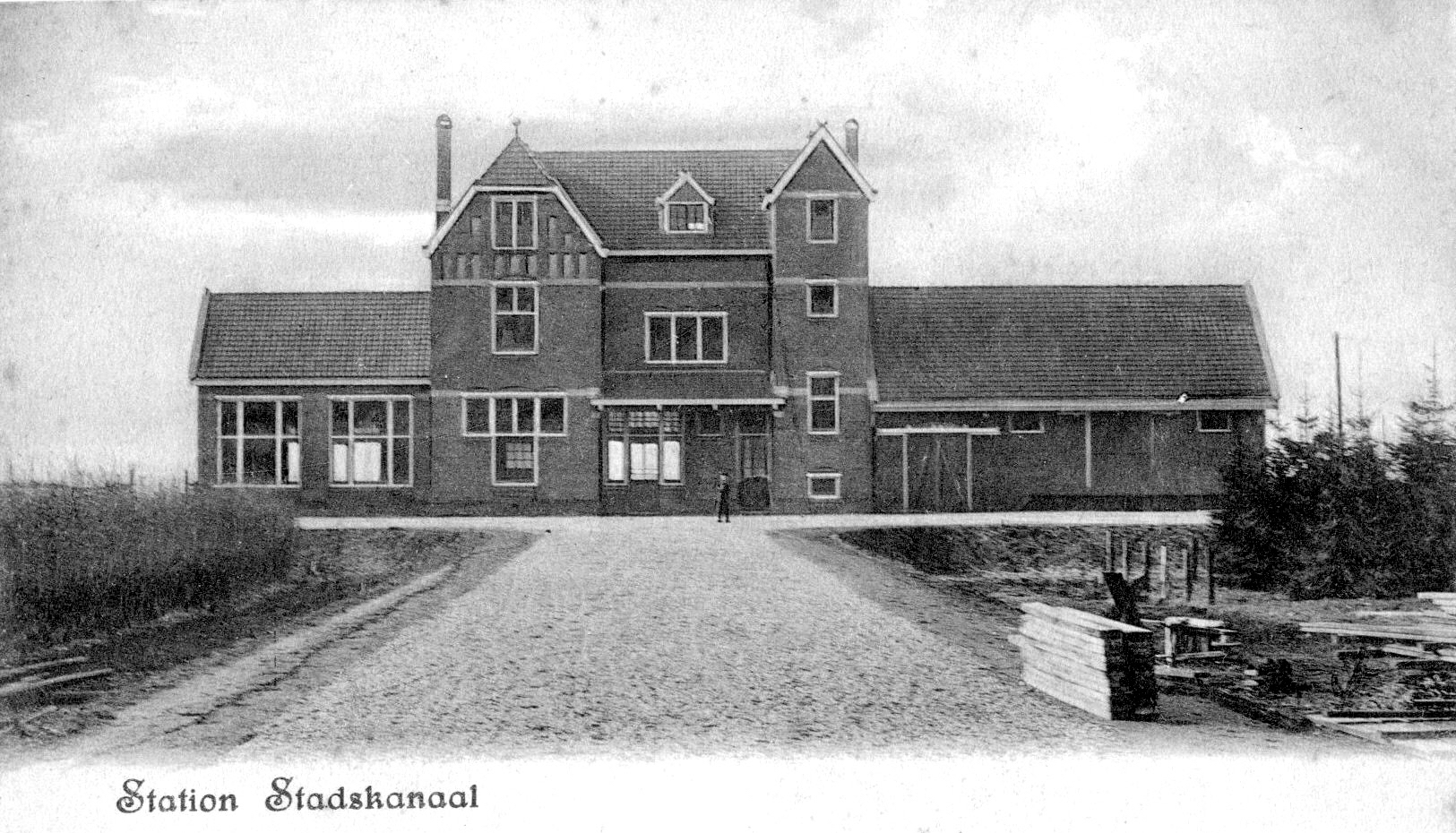
Station Stadskanaal (straatzijde); circa 1905 (collectie van het Utrechts Archief)
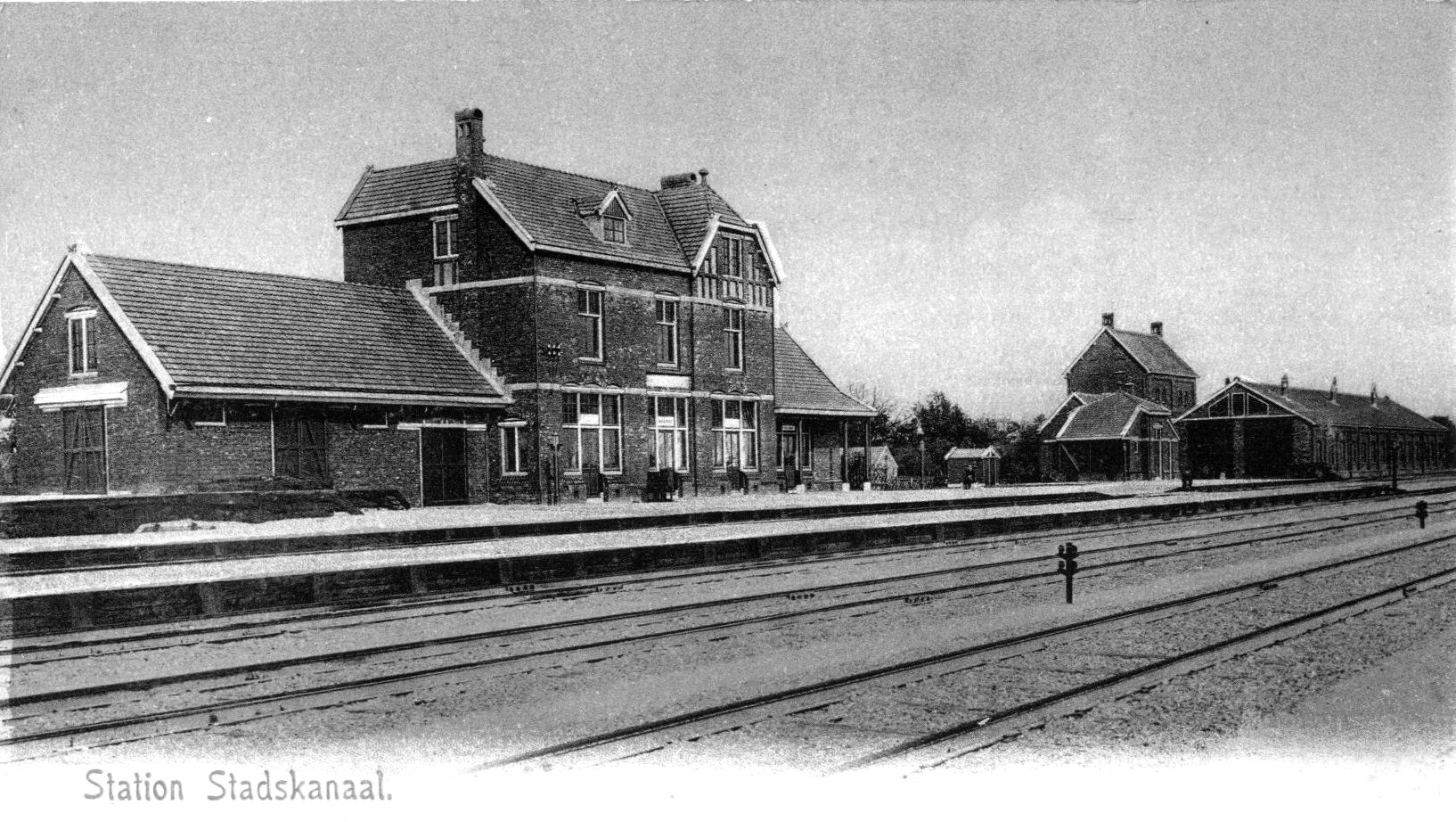
Station Stadskanaal (perronzijde); circa 1905 (collectie van het Utrechts Archief)

0: Zwolle ·
5: Herfte-Veldhoek ·
8: Marshoek-Emmen ·
12: Dalfsen ·
15: Rechteren ·
19: Vilsteren ·
23: Ommen ·
25: Sterkamp ·
29: Junne ·
31: Beerze ·
34: Mariënberg ·
37: Bergentheim ·
Brucht ·
42: Hardenberg ·
45: Baalder-Radewijk ·
48: Gramsbergen ·
50: De Haandrik ·
55: Coevorden ·
59: Dalen ·
62: Dalerveen ·
66: Nieuw Amsterdam ·
70: Emmen Zuid ·
71: Emmen Bargeres ·
72: Zuidbarge ·
75: Emmen ·
79: Weerdinge ·
82: Valthe ·
87: Exloo ·
93: Buinen ·
95: Drouwen ·
100: Gasselternijveen ·
103: Tweede Dwarsdiep ·
107: Stadskanaal
0: Gasselternijveen ·
3: Gasselte ·
7: Gieten ·
9: Eext ·
Anderen ·
15: Rolde ·
20: Assen
0: Stadskanaal ·
3: Stadskanaal Pekelderweg ·
6: Nieuwediep ·
9: Bareveld ·
12: Wildervank ·
15: Veendam ·
18: Meeden-Muntendam ·
22: Zuidbroek
Appingedam · 
Bad Nieuweschans ·
Baflo · 
Bedum · 
Delfzijl · 
-West · 
Eemshaven ·
Grijpskerk · 
Groningen · 
-Europapark ·
-Noord ·
Haren · 
Hoogezand-Sappemeer · 
Kropswolde · 
Loppersum · 
Martenshoek · 
Roodeschool · 
Sauwerd · 
Scheemda · 
Stedum · 
Uithuizen · 
Uithuizermeeden · 
Usquert · 
Veendam · 
Warffum · 
Winschoten · 
Winsum · 
Zuidbroek · 
Zuidhorn
Voormalige stations: zie de lijst van voormalige spoorwegstations in Groningen
1. ↑  Norbruis, Obbe (2025): Eduard Cuypers Leven & Werk. Hoe hij verdween uit onze architectuurgeschiedenis en zijn gehele oeuvre, Edam, LM Publishers, ISBN 9789460229527 blz. 118